# Nuevo Arroyo del Tigre
Nuevo Arroyo del Tigre är en ort i Mexiko.   Den ligger i kommunen Playa Vicente och delstaten Veracruz, i den sydöstra delen av landet, 400 km sydost om huvudstaden Mexico City. Nuevo Arroyo del Tigre ligger 101 meter över havet och antalet invånare är 316.
Terrängen runt Nuevo Arroyo del Tigre är platt, och sluttar österut. Runt Nuevo Arroyo del Tigre är det mycket glesbefolkat, med 4 invånare per kvadratkilometer. Närmaste större samhälle är Arroyo Colorado, 17,4 km väster om Nuevo Arroyo del Tigre. Omgivningarna runt Nuevo Arroyo del Tigre är en mosaik av jordbruksmark och naturlig växtlighet.